# Культура (вигадане суспільство)
Культура — вигадане утопічне суспільство галактичного масштабу, що фігурує в творах шотландського фантаста Ієна М. Бенкса. Усі твори Бенкса, в яких фігурує Культура, об'єднують у цикл Культура. Бенкс задумав Культуру в 1960-х як суспільство, в якому він хотів би жити. В численних книгах Культурного циклу опис такого суспільства обріс подробицями. Читач, звісно, не зобов'язаний поділяти з Бенксом уявлення про досконале суспільство. 
Культуру утворюють кілька гуманоїдних рас та розумні машини різного роду, починаючи від дронів з розумовими здібностями, порівняними з людськими, і закінчуючи гіпер-розумними Розумами. Економіка Культури підтримується автоматично машинами, роботу вищого рівня виконують Розуми, що дозволяє людиноподібним культурянам та дронам насолоджуватися своїми захопленнями й хобі, крутити романи й отримувати задоволення від життя, не будучи зв'язаними жодними зобов'язаннями. Серед персонажів романів багато таких, що вибрали роботу в елітних дипломатичних та шпигунських органах Культури, вступаючи в стосунки з іншими цивілізаціями, ідеологія, мораль та технологія яких дуже різні. 
Технологічний розвиток Культури перевищує рівень більшості інших цивілізацій Галактики. Більшість культурян живуть не на планетах, а в штучних габітатах: гігантських орбіталях та кораблях, найбільші з яких дають притулок мільярдам. Культуряни вдосконалені генетично й можуть жити століттями, контролювати силою думки фізіологічні процеси в своїх тілах, зокрема вводити в свою систему ліки та стимулянти, змінювати стать, зусиллям волі відключати біль. Технологія Культури може надати окремим особам різні тіла, але, не зовсім зрозуміло чому, стандартний вигляд культурян дуже близький до людей.
Центральною темою творів про Культуру є етичні проблеми, що постають перед Культурою в її стосунках із іншими суспільствами — деякі з них брутальні щодо своїх власних громадян, інші є загрозою сусідам або навіть самій Культурі. Протистояння з ними входить у суперечність із філософськими засадами Культури, з її потягом до миру та індивідуальних свобод. Важливі рішення Культура приймає через консенсус Розумів, а за необхідності й біологічних культурян, а в одному випадку питання оголошення війни іншій цивілізації вирішувалося всенародним голосуванням трильйонів культурян. Ті, хто заперечував мілітаризації, відкололися від мета-цивілізації й створили свої власні цивілізації — характерною властивістю Культури є її невизначеність. На відміну від інших міжзоряних суспільств та імперій, що розділяють з Культурою її вигаданий всесвіт, Культуру визначити непросто, як географічно так і соціологічно, вона розпливається на краях.

## Загальний огляд
Культуру можна описати як суспільство за межею нестач, вона подолала більшість фізичних обмежень життя й стала егалітарним, індивідуалістичним, стабільним суспільством, у якому нема місця будь-якій формі насилля чи примусу за винятком ситуацій, що вимагають захисту інших. 
Велику роль в Культурі відіграють Розуми — надзвичайно потужні штучні інтелекти. Вони виконують функцію управління багатими ресурсами, щоб задовольнити потреби усіх. За словами коментатора 
Віддаючи всю владу цим індивідуалістичним, іноді ексцентричним, але завжди добрим Розумам, Бенкс знав що робить; це єдиний спосіб, яким можна досягти ліберальної анархії — узяти найкраще в людях і помістити його поза досяжністю корупції, тобто поза досяжністю людського контролю. Небезпека такого вигадливого кроку втім очевидна — одна з проблем Культури в тому, що центральні персонажі, Розуми, надто могутні, й відверто кажучи, надто добрі.
Романи Культурного циклу здебільшого описують пограничні прошарки Культури: дипломатів, шпигунів, найманців; тих, хто має стосунки з іншими цивілізаціями, і хто виконує для Культури брудну роботу, наближаючи ці суспільства до ідеалів Культури, нерідко насильно.

## Історичні рамки (вигадані)
У своєму вигаданому світі Культура співіснує з Землею. Події в творах Культурного циклу відбуваються приблизно між 1267 та 2970 роками за земним літочисленням. Контакт Культури з Землею встановлено 2100 року, хоча представники Культури вже відвідували планету в 1970-х, як описано в романі «Останнє слово техніки».
Зародження Культури описано в книгах циклу як час, коли кілька видів гуманоїдів та розумних машин досягли певного соціального рівня, що дозволило їм взяти в свої руки не лише фізичну, а й суспільну еволюцію. У «Гравці ігор» говориться, що Культура існує як космічна цивілізація вже 11 тисяч років. У «Гідрогенній сонаті» згадується одна з цивілізацій-засновників — Будренська Федеральність.

## Устрій суспільства і культура

### Економіка
Культура є симбіотичним егалітарним суспільством штучних інтелектів (Розумів та дронів), гуманоїдів та інших біологічних істот. Усю необхідну роботу (наскільки це можливо) виконують необдаровані розумом машини, що звільняє розумні істоти від необхідності працювати — вони можуть робити, що їм заманеться. Адміністративні функції, що потребують розуму, виконують або штучні інтелекти, затрачаючи тільки незначну частину розумової активності, або люди, для яких ця робота є вільним вибором). Культура є суспільством, економіка якого не обмежена нестачами, настільки технологічно розвинутим, що ніхто в ньому не відчуває браку матеріальних благ чи послуг. Внаслідок цього Культура не має потреби в таких економічних інституціях як гроші (це стає очевидним у стосунках з цивілізаціями, де гроші ще важливі). Культура відкидає будь-яку форму економіки, в основі якої лежать фактори примусу та заохочення, відмінні від добровільної діяльності. «Гроші — ознака бідності» — стверджує популярне прислів'я.

### Мова
Спільною мовою Культури є штучна мова марейн. Культура вірить у гіпотезу Сапіра-Ворфа, що мова впливає на думку, і марейн була сконструйована ранніми Розумами так, щоб використати цей вплив, маючи водночас риси, «привабливі для поетів, педантів, інженерів та програмістів». На письмі марейн може бути представлена в бінарній або символічній формі. Вона має естетичну привабливість для культурян. Символи абетки можуть задаватися як матриці 3х3 крапок (так/ні, чорне/біле), тобто відповідають дев'ятибітному числу.
Оповідач Гравця ігор зазначає, що мовці марейн зазвичай не вживають у розмовах займенників, специфічних для роду, якщо тільки нема необхідності прямо вказати стать, і розмірковує про те, що марейн набагато менше наголошує на таких поняттях як власність, панування й підкорення, та, особливо, агресія. Часто такі поняття просто відсутні в мові. Для середнього культурянина такі поняття є теоретичними абстракціями. У інших мовах відповідні поняття є ознаками брутальності й ієрархічності, імперської форми правління, чого Культура намагається уникнути.
Марейн дозволяє шифрування та діалекти, специфічні для різних частин Культури. Основний, базовий варіант мови (матрицю 3 на 3) називають M1. Усі культуряни вміють спілкуватися за допомогою цього варіанту. Інші — від M8 до M16 до різного ступеня шифровані, їх зазвичай використовують у секції Котакту. Існують вищі рівні шифрування, найвищий із них називають M32. M32 та сигнали з простішим рівнем шифрування — вотчина Спеціальних обставин. M32 використовують тільки для дуже секретної інформації. Тому M32 в Культурі має погану славу — на думку багатьох культурян він незламний, «неприступний, свята-святих Спеціальних обставин M32» — такими словами описував його майбутній агент Улвер Сейч. Кораблям та Розумам він та пов'язані з ним процедури теж не до смаку. Один корабель навіть охарактеризував використання шифрування як «повномасштабну, дику, дурну параною з M32 на зразок не-говори-про-це-нікому-лялечко-бо-ми-витягнемо-на-фіг-твій-ніпель» (Ексцесія).

### Закони
Законів як таких у Культурі нема. Соціальні норми встановлені умовностями (репутацією особи, гарними манерами, і, як описано в «Гравці ігор», можливим остракізмом або наглядом за серйозніші злочини). Розуми загалом утримуються від використання свого всевидіння з метою впливу на репутацію людей, хоча про себе можуть судити людей на основі спостережень, як це описано в «Ексцесії». Розуми теж ставляться критично до інших Розумів, одним із критеріїв оцінки є вміння піклуватися про розумні істоти, опіка над якими їм довірена. Наприклад, Розуми орбіталей обираються з особливо шанованих GSV (найбільшого класу кораблів), а потім їхні потужності розширюються, щоб надати їм змогу піклуватися про мільярди живих істот штучних габітатів. 
Схоже, що єдиними серйозними заборонами є заборона на завдання шкоди іншій розумній істоті та на примушування кого-небудь до якоїсь дії (це ще одна концепція що видається неприродною, і, власне, серед культурян про таке навіть мови нема). Як згадується в «Гравці ігор», іноді в Культурі трапляються «злочини пристрасті», і покаранням тоді є «навішування дрона» — коли штучний інтелект повсюди слідує за штрафником і забезпечує, «щоб той такого більше ніколи не робив».
Теоретично нагляд міг би призвести до суспільства на зразок того, що описане в романі Орвелла «1984», але на практиці соціальні конвенції забороняють Розумам втручатися в життя культурян, крім тих ситуацій, коли їх попросили, або виникає серйозна загроза. Читання думок розумної істоти без її згоди (технологія Культури таке дозволяє) є суворим табу. 
Уся фабула книги «Глянь проти вітру» опирається на те, що Розум хаба не читає думок агента (за винятком слідкування чи не порушуються правила). Розуми, які не дотримуються цієї конвенції, наприклад, GCU Сіра зона, вважаються відхиленням від норми й інші Розуми не спілкуються з ними. Якби Культура мала писані закони, говориться у книзі, то недоторканість думок була б першою в такому кодексі («Глянь проти вітру»).
Це забезпечує до певного ступеня приватність й захист, хоча сама природа суспільства Культури, строго кажучи, робить секретність зайвою — більшість думок не вважалися б ні ганебними ні злочинними. Але ця ж культура дозволяє Розумам інтригувати між собою й вряди-годи притримувати інформацію.

## Культуряни

### Біологічні
Культура є постлюдським суспільством, що виникло з семи чи восьми гуманоїдних видів, які досягли рівня технології космічних подорожей. Вони утворили квазі-колектив (групу-цивілізацію), що поступово виросла до тридцяти трильйонів осіб (включно з штучними інтелектами). У всесвіті Бенкса значна частина (але далеко не більшість) розумних істот належать до «пан-людей» (про це згадується в романі «Питання»). Пояснення того, як могла виникнути така подібність між різними видами, в книгах нема. 
Хоча Культуру започаткували гуманоїдні види, спілкування з іншими цивілізації привело до неї багато негуманоїдних рас (включно з тими, що раніше були ворогами), хоча більшість біологічних культурян залишаються постлюдьми. В Культурі нема однорідності, і культуряни такі як є за власним вибором, вони можуть змінити фізичний вигляд і навіть вид (проте деякі біологічні перетворення незворотні, а перетворення з біологічної істоти в штучний інтелект вважається незвичним вибором життєвого шляху. Усі культуряни можуть вільно входити в Культуру, виходити з неї і повертатися, чи оголосити себе, скажімо, культурянами на 80%.
Противники культури, як описано в романах, часто закидають культурянам те, що люди в ній тільки іграшки Розумів, домашні улюбленці чи паразити, що вони не можуть привнести в суспільство нічого справді корисного в умовах коли наука майже досягла рівня всезнання про фізичний всесвіт, де кожен недуг виліковний, де кожна думка може бути прочитаною. У багатьох романах Культурного циклу є персонажі (культуряни або не-культурні), що задумуються про межі впливу Розумів, про те наскільки демократичні процеси в ній можуть бути видимістю: якою Розуми тонко маніпулюють так як Контакт та Спеціальні обставини маніпулюють іншими суспільствами. Власне, крім згадок про референдум щодо війни з ідіранами та існування жменьки 'Радників' (людей із особливою здатністю до раціональних міркувань), про участь біологічних істот у прийнятті рішень високого рівня, в романах мови нема.
З іншого боку Культуру можна описати як абсолютно гедоністичне суспільство (одне з основних прагнень будь-якої істоти, включно з Розумами, отримати задоволення, а не бути корисним). Розуми сконструйовані, за конвенцією, для того, щоб служити людям. Тоді як GCU, власне кажучи, не потребують екіпажів (і можуть утворювати аватари), екіпаж із справжніх людей додає барв їхньому існуванню й допомагає розважитися в особливо нудні періоди. В романі «Згадай про Флеба» говориться, що Розуми досі захоплюються людьми, особливо їхньою здатністю приходити до тих самих висновків у заплутаних ситуаціях, що й їхні власні набагато потужніші процесори. 
Значною мірою свобода людей у Культурі завдячує Розумам, які за своєю власною волею її забезпечуть. Усе ж, соціальні конвенції в громаді Розумів роблять неможливою, або принаймні відразливою, ситуацію, в якій ці свободи було б відібрано, оскільки це суспільство дбає про своїх членів. Свободи включають можливість покинути Культуру, коли заманеться, часто для того, щоб утворити асоційовані але окремі суспільства з кораблями й Розумами Культури. До таких окремих суспільств належать Зететик Еленч та альтрапацифістська Фракція миру, що відмовилася від будь-якого втручання в справи інших цивілізацій.

#### Фізіологія
Розвиток генетики привів Культуру до рівня, на якому тіла можна звільнити від вбудованих обмежень. Культуряни називають звичайну людину "базовим варіантом", і більшість вибирає значні вдосконалення: можливість відрощувати втрачені кінцівки, зміну статі за бажанням від чоловічої до жіночої й навпаки (втім процес тривалий), сексуальну стимуляцію та витривалість для обох статей (інші види обговорюють це із заздрістю), відключення болю, виведення токсинів з системи травлення, здатність контролювати силою волі автоматичні функції такі як ритм серцебиття, можна вимкнути рефлекси такі як кліпання, кості й м'язи швидко пристосовуються до підвищеної гравітації без потреби у вправах. Ступінь вдосконалень у культурянина може бути різним, залежно від смаку, а деякі дуже екзотичні покращення доступні тільки співробітникам Спеціальних обставин (наприклад, зброя, вбудована в частини тіла).
Більшість культурян вирощують собі залози, що дозволяють за бажанням секретувати гормони та інші хімічні чинники, збільшувати чи зменшувати їхній рівень. Людина з такими залозами може вводити собі в кров за бажанням синтетичні (наркотичні) речовини з метою релаксації або зміни роботи мозку. 
у романах «Використання зброї» та «Гравець ігор» говориться, що улюблений сніданковий наркотик культурян називається «снеп», «шарп-блю» — стимулянт, що допомагає в розв'язуванні проблем, має протилежну дію підсилювачу сенсорних відчуттів та сексуальних можливостей. «Квікен», що згадується в «Ексцесії», прискорює передачу нервових імпульсів, що створює враження сповільнення часу і дозволяє думати й подумки обмінюватися інформацією (наприклад із штучними інтелектами) за набагато коротші проміжки часу, ніж здається сторонньому спостерігачу. У романі «Питання» описано «сперк» — наркотик, що підвищує настрій і збільшує енергію, згвдуються й інші наркотики; «спокій», «підсилення», «заряд», «пригадай», «розсіяння», «абсолютна сонливість», «розм'якшення», «фокус», «край», «вправа», «гонг», «виполювання» та «стан кристалічної фуги». Речовини, що виділяються залозами, не мають постійних побічних ефектів і не викликають звикання.

#### Фенотипи
Попри генетичні вдосконалення культуряни зовсім не євгенічно однорідні. Гуманоїдні культуряни різняться за розміром, кольором та формою, можливо навіть більше ніж природно: в короткій повісті «Останнє слово техніки» говориться, що персонаж виглядає як єті, і що серед культурян є варіації в кількості пальців чи фаланг на кожному з них. У «Ексцесії» згадується, що:
"дух часу загалом протягом останнього тисячоліття розвернувся проти ... дивацтва, і більшість людей знову стали виглядати більш-менш як люди", а раніше "за примхливою модою – люди ... мали вигляд птахів, риб, повітряних куль, змій, невеличких хмарок диму чи рухливих кущів".
Деякі культуряни взагалі відмовляють від людських чи гуманоїдних тіл, вибираючи вигляд однієї з тисяч галактичних рас (можливо, щоб жити серед них), а іноді навіть не обдарованих розумом предметів, як говориться в романі Питання (хоча, у випадку, коли бажана форма надто несхожа на структуру людського мозку, зміни можуть бути незворотними). Деякі диваки навіть вибирають форму дронів або Розумів, хоча таке вважається грубістю й можливо навіть образою для більшості як людей так і штучних інтелектів.
Хоча культуряни загалом пангуманоїдні (і називають себе людьми), до Культури вступили різні інші види та окремі індивіди. Усі культуряни мають досконале генетичне здоров'я, і в рідкісних випадках, коли в їхній зовнішності є якісь фізичні спотворення, майже з впевненістю можна сказати, що це якась мода або ознака сумнівного смаку.

#### Особистість
Ледь не всі культуряни дуже комунікабельні, мають швидкий інтелект та добрі знання, гарно збалансовану психіку. Біологічні властивості та виховання в цивілізованому суспільстві зробили неврози та інші сильні емоції на зразок жадібності або надмірних ревнощів майже нечуваними, призвели до формування осіб, що в будь-якому менш розвиненому суспільстві виглядали б як урівноважені та харизматичні. Персональні риси на зразок сильної ніяковості трапляються дуже нечасто, але, як показано в «Ексцесії», все ж трапляються. Там та в «Гравці ігор» описується, що культурянину, в якого мізки пішли шкереберть, і це призводить до серйозних незручностей (можливо, навіть загрози) для інших, можуть запропонувати лікування психіки (добровільне), а іноді над ними встановлюється нагляд місцевого Розуму (тут уже згоди пацієнта не потрібно). У крайніх випадках, як описано у «Використанні зброї» та «Поверхневій дрібниці», траплялося, що небезпечним індивідам навішували дрона — робота, який повсюди слідує за людиною і слідкує, щоб вона не зробила чого-небудь небезпечного для інших.

### Штучні
Поряд із людьми та іншими біологічними видами культурянами є також штучні інтелекти. Їх можна розбити на дві категорії: дрони та Розуми. Крім того, за звичаєм, як описано в «Ексцесії», будь-якому артефакту (знаряддю чи судну), що має здібності понад деякий рівень, надається свідомість.
Рівноправність штучних інтелектів та біологічних істот є важливою засадою Культури. Як описано в романі «Згадай про Флеба», вона була важливим фактором у війні між Культурою та Ідіранською імперією. Культура пропагує і сприяє поширенню цього принципу на всі інші цивілізації, з якими має стосунки. Саме тому, чорну механічну роботу в Культурі виконують автомати нижчого рівня, що не досягли рівня свідомості — експлуатації розумних істот в Культурі нема. Утім, Розуми виконують адміністративну роботу, що відбирає тільки незначну частину їхніх потужностей.

#### Дрони
За рівнем свідомості та статусом дрони приблизно дорівнюють біологічним істотам. Інтелект дронів вимірюється відносно середнього інтелекту біологічного культурянина, який називають рівнем 1.0. Менш потужні дрони, наприклад, роботи, що виконують чорну роботу на орбіталях вважаються проторозумними (вони можуть реагувати на незапрограмовані події, але не мають свідомості, а тому не вважаються культурянами. Такі автомати виконують більшість робіт у Культурі. Для інтелекту вищих дронів характерна певна надмірність. Це можуть бути системи, аналогічні системам Розумів (хоча й з обмеженими можливостями) до електронних, механічних і біомеханічних додаткових мозків.
Хоча дрони штучні істоти, їх не виготовляють за єдиним зразком, а тому кожен із них має свою особистість, свій власний характер, свої думки та примхи. Як і біологічні культуряни, дрони мають довгі імена. Вони можуть розважатися, вступаючи в свого роду сексуальний контакт, хоча й чисто інтелектуальний.
Дрони-культуряни загалом мають інтелект одного рівня з людьми, ті з них, що виготовлені для Контакту чи для Спеціальних обставин, часто набагато розумніші від людей, мають надзвичайні органи чуття, силу й озброєння (зазвичай на основі силового поля, хоча іноді також лазери, згадуються також ножі-снаряди), енергія для якого виробляється реакторами на антиречовині. Хоча такі дрони виготовляються для певної мети, вони все ж залишаються особистостями і мають вибір стилю життя. Деяких з них можуть визнати психологічно непридатними для служби (наприклад, Маврін-Скел із «Гравця ігор» стверджував, що його виставили зі Спеціальних обставин), а тому змушені або проходити психологічне перепрофілювання або роззброїтись і покинути свою роботу.
Фізично дрони є апаратами без видимих рухомих частин різного розміру й форми, що ширяють у повітрі. Нестачу рухомих частин вони компенсують здатністю виробляти «поля», що дозволяють їм маніпулювати предметами або утворювати кольорові «аури», що відображають емоції. Розпізнавати ці емоції в залежності від кольору та форми вміють не тільки інші дрони, а й біологічні культуряни. Дрони повністю контролюють свої аури й можуть демонструвати емоції, яких вони не відчувають, або вимкнути ауру. Дрон Джасе в Згадай про Флеба був виготовлений до запровадження аур, і відмовляється від такого блоку, тож його емоції не читаються.
За розмірами дрони дуже сильно різняться: найстарші (віком вісім чи дев'ять тисяч років) здебільшого мають розмір, що відповідає людському, але новіші технології дозволяють робити дрони, що поміщаються на долоні; а зовсім модерні можуть самі обирати будь-який розмір, залежно від моди та особистих уподобань. Деякі дрони спроектовані так, що можуть мати додаткові корисні функції, наприклад, скафандр, описаний в «Ексцесії».

#### Розуми
Розуми на порядки потужніші та розумніші від дронів та інших біологічних чи штучних культурян. Зазвичай вони мешкають в великих конструкціях (кораблях чи габітатах), і виконують функції управління ними. З огляду на їхні обов'язки не дивно, що вони напрочуд потужні — можуть управляти всіма функціями корабля або габітату й водночас вести мільйони одночасних розмов із культурянами. Щоб добитися такої досконалості, вони існують частково у гіперпросторі, обходячи так обмеження швидкості світла на швидкість передачі сигналів. В часи подій, описаних в романі «Згадай про Флеба», існувало за оцінками кілька сотень тисяч Розумів.
Розуми кораблів вибирають назву (ім'я) для своїх суден, і ці назви майже завжди примхливі та кумедні. Зазвичай ідентифікатор корабля складається з трьох літер (наприклад, GSV або GCU) та власного імені. Ось приклади таких імен:
- Очікування приходу нового коханця, Іван Іванович
- Лише тільки тест
- Сенс серед безумства, розум серед дурості

Мабуть, щоб не вимовляти такі довгі імена, мешканці кораблів та габітатів називають свої Розуми просто корабель або хаб.
Військові кораблі Культури часто конструюють так, щоб вони виглядали бридкими й грізними, без властивого Культурі естетизму. Існують теорії, що причиною цього є бажання культурян стояти осторонь військового аспекту свого суспільства. Класи військових кораблів, відображаючи глибоку відразу культурян до війни, а тому відмову приховувати свою зброю під евфемізмами, мають завжди неприємні назви (Гангстер, Палач, Психопат, Розбійник, Винищувач). Власні імена, які кораблі обирають самі, несуть у собі відтінок загрози (залишаючись, проте, примхливими):
- Годі вже цієї коров'ячої ласки й переговорів
- Коригування поведінки
- Час убивати
- Щирий обмін поглядами
- Вихід за межі нормальних моральних обмежень

Оскільки Розуми самі обирають собі такі імена, це іноді може відображати певний ступінь ненависті до себе й до мети свого існування. Розуми бойових кораблів дещо випадають з рамок нормальної культурної поведінки, їх проектують агресивнішими, менш стриманими щодо насильства, ніж звичайні культуряни. Деякі з таких Розумів впадають у добровільну сплячку між періодами конфліктів, оскільки їм нудно, а до звичайного культурного існування вони не зовсім пристосовані. В «Ексцесії» говориться, що бойові кораблі постійно і обов'язково скидають запасні копії, що робить їх практично безсмертними й зменшує страх перед битвою. Інші кораблі теж можуть робити копії своїх Розумів, але це справа добровільна, деякі Розуми обирають життя, в якому вони можуть померти (іноді серед них трапляються самогубства, зазвичай через вимкнення живлення, але можна й обрати боліснішу смерть через вливання потоку енергії в «мозок»).
Людей (екіпаж або пасажирів) Розуми зазвичай вважають цікавими супутниками. Вони взаємодіють через різні пристрої, часто через дронів, а також через людиноподібні аватари. Трапляються і екзотичніші системи спілкування, наприклад у вигляді рибки підвішеної у водяній сфері, що утримується в повітрі антигравітацією. 

### Імена
Деякі культуряни, як гуманоїди так і дрони, мають довгі імена, що часто складаються із семи або й більше слів. Деякі з цих слів позначають походження культурянина (місце народження або створення), інші — заняття, а ще інші можуть означати філософські чи політичні погляди (їх культуряни обирають самі), або навіть вказувати на щось особисте. Прикладом може бути повне ім'я Дізієт Сма: Расд-Кодуреса Дізієт Емблесс Сма да' Маренгіде. Тут:
- Расд-Кодуреса — планетарна система, де вона народилася та конкретне місце народження (планета, орбіталь, сфера Дайсона тощо). Суфікс -са приблизно відповідає -нин в українській. Відповідно до цього правили, землянин мав би у своєму імені Сонце-Земляса (тобто Сонце-землянин).
- Дізієт — власне ім'я. Його вибирають батьки, зазвичай матір.
- Емблесс — ім'я, яке вона обрала собі сама. Більшість культурян роблять такий вибір, коли досягають зрілості (як описано в Гравці ігор цю подію називають завершенням імені). Подібно до інших умовностей у Культурі культурянин не зобов'язаний цього робити: дехто міняє свої обрані імена упродовж життя, інші — взагалі його не обирають.
- Сма — прізвище, зазвичай материне.
- да' Маренгіде — дім, де вона виросла, да' або дам відповідає фон у німецькій мові. (Зазвичай використовують дам; да' в цьому конкретному випадку стоїть тому, що далі теж йде звук м — повторення звуків важке, тому його уникають).

Ієн Бенкс наводить своє власне ім'я, утворене в дусі імен культури: "Сонце-Землянин Ієн Ель-Бонко Бенкс з Північного Квінсферрі".

### Смерть
До смерті культуряни ставляться відносно легко. Генетичні маніпуляції та постійна опіка Розумів роблять природну чи випадкову смерть майже нечуваною справою. Технологічний розвиток дозволяє культурянам робити запасні копії своїх особистостей, які можна воскресити у разі смерті. Культурянин може сам обрати форму воскресіння: біологічну, у вигляді штучного інтелекту чи у віртуальній реальності. Деякі культуряни обирають «консервування», тобто воскресіння з затримкою на тривалий час, чи тому, що їм нудно, чи тому, що їм хочеться заглянути в далеке майбутнє. 
Ставлення окремих культурян до власної смерті дуже різне, і воно змінювалося упродовж історії. Багато, якщо не більшість, громадян використовують технологію копіювання особистості, але багато інших вибирають ризик смерті без можливості відновлення (наприклад, займаючись екстремальними видами спорту). Враховуючи нещасні випадки, добровільну евтаназію через емоційні причини та вибір сублімації, середня тривалість життя людей, як про це згадується в Ексцесії, дорівнює 350 —400 років, але вона може бути й більшою. Деякі культуряни взагалі не збираються помирати, але це виглядає дивацтвом. Серед інших опцій, що заміняють смерть, є консервація свідомості й перенесення її в штучний інтелект (таке можливо як для біологічної, так і для штучної свідомості), приєднання до групового розуму та сублімація (зазвичай разом із груповим розумом).
Щодо тривалості життя дронів та Розумів, враховуючи надійність культурної технології, та згадані резервні копії особистості, розумно припустити, що штучні розуми живуть стільки, скільки заманеться. Навіть Розуми, попри надзвичайну складність, іноді гинуть в небезпечних місіях, і їх відновлюють з резервних копій. Прикладом може бути GSV Тривале пошкодження. Розуми теж можуть обрати сублімацію, а іноді навіть вчинити самогубство. 

## Технологія

### Силові поля та антигравітація
Створюючи свої сюжети, Бенкс використовує багато більш-менш стандартних елементів наукової фантастики, не особливо піклуючись про правдоподібність, а покладаючись радше на здатність читача на певний час притримати скептистичне мислення заради цікавості розповіді. Одним із таких казкових елементів, що є в розпорядженні Культури та інших цивілізацій культурного всесвіту є можливість маніпулювати «силовими полями», що б це не означало.
Силові поля — це здатність діяти на віддалені предмети: штовхати, тягнути до себе, різати й навіть виконувати дуже тонкі маніпуляції. Силові поля є крім того засобом захисту, створення зображень та руйнування. Одним із проявів силових полів є антигравітація. 
У романах застосування силових полів має певні обмеження. Хоча орбіталі утримуються силовими полями, що діють в об'ємі багатьох кубічних кілометрів, навіть у романах, дія яких відбувається далеко в майбутньому, наприклад, у «Глянь проти вітру», для далеких мандрівок все ще використовуються космічні кораблі, а для виконання робіт на віддалі — дрони. 
Розуми можуть маніпулювати силовими полями на дуже великих відстанях. Наприклад, у «Використанні зброї» корабель Культури проникає в комп'ютер на відстані в багато світлових років.

### Маніпілювання енергію
Як суспільство за межею нестач Культура очевидно може збирати, зберігати, передавати енергію в гігантських кількостях. Детально виробництво енергії в романах не описано, але автор дає зрозуміти, що в цьому процесі бере участь антиречовина та енергетична мережа — гіпотетичне поле, що, наче, розділяє всесвіт речовини від всесвіту антиречовини, що може забезпечити практично безмежну кількість енергії. Як цю енергію передають і зберігають, не пояснено, хоча, зрозуміло, що ці потоки енергії теж повинні бути гігантськими, оскільки мелесенькі дрони можуть маніпуляювати потужними полями й силами.
Різні способи маніпулювання енергією використовуються у всесвіті Культури як зброя. Грідфаєр — метод створення великого розриву в енергетичній мережі, що вивільняє астрономічну кількість енергії в певну область нормального простору, описується як абсолютна зброя, що призводить до руйнувань, більших від концентрованого бомбардування антиречовиною. Один із персонажів «Згадай про Флеба», говорить про грідфаєр як про зброю кінця всесвіту. Грідфаєр нагадує нульову енергію вакууму, що використовується в багатьох популярних науково-фантастичних творах.

### Переміщення речовини
Культура, принаймні на час «Гравця ігор», мала в своєму розпорядженні телепортацію, здатну миттєво переміщати живі істоти на неживу речовину через червоточини. Ця технологія не мала наслідком застарівання космічних кораблів — в Ексцесії описується переміщення дрона завбільшки з яблуко на відстань, що не перевищувала світлову секунду, і про це говорилося як про максимум (максимальна відстань залежить від маси), а в галактичних масштабах — це дуже й дуже мало. Існує також невеликий шанс невдачі, що може призвести до смерті живої істоти. Цей шанс дуже малий — 1 до 61 мільйона, і ще зазвичай є проблемою тільки при переміщенні великих мас народу, та й то про це згадується тільки як пункт техніки безпеки, правила якої діють у Культурі. 
Телепортація — невід'ємна частина технології Культури, її широко використовують із різною метою, мирною чи військовою. Телепортація бойових головок до цілі описується як один із головних методів ведення війни. У «Гравці ігор» згадується, що дрони можуть телепортувати, щоб упіймати людину, яка падає зі скелі.

### Космічні двигуни та кораблі
Кораблі є помешканнями культурян, засобами пресування та послами Культури. Культурний корабель, залежно від його здатності рухатися в гіперпросторі та Розуму, може мати від кількох сотень метрів до сотень кілометрів. У великому кораблі можуть жити мільярди живих істот, загалом вони є штучними світами з власними екосистемами. Кораблі вважаються представниками усіх аспектів «культурного» життя та можливостей Культури.
Для пересування з надсвітловими швидкостями Культура (а також більшість інших цивілізацій в «культурному» всесвіті) використовує двигуни з гіперприводом. За признанням Бенкса, він розробив псевдо-техножаргонну фізичну теорію, що описує прискорення та рух корабля, використовуючи такі концепція як інфрапростір, ультрапростір та енергетична мережа між всесвітами, від якої двигуни викривленого простору відштовхуються, щоб набрати швидкість. Індукована сингулярність дає доступ до інфра- та ультрапросторів із нормального простору. Увійшовши туди, поля двигунів черпають енергію з енергетичної мережі, прискорюючись. 
Гіперпросторові двигуни не використовують реактивний рух, а отже їх не потрібно розташовувати на поверхні корабля. Вони описані як екзотична матерія дуже великої густини, складна будова якої видна тільки під мікроскопом. Прискорення та максимальна швидкість залежать від відношення маси корабля до маси двигуна. Кораблі можуть виробляти речовину двигуна, збільшуючи його при потребі. В «Ексцесії» один із найбільших кораблів Культури змінює свою конструкцію так, щоб стати майже повністю двигуном і досягає швидкості у 233 тисячі швидкостей світла. Враховуючи простір, який займає Культура в Галактиці, більшості кораблів все ж потрібні роки, щоб здійснити подорож у віддалені куточки. 
Крім тих двигунів, що встановлені на кораблях Культури, існують інші методи пересування, наприклад гравітаційна тяга на підсвітлових швидкостях, що використовує як джерела енергії антиречовину, термоядерний синтез та реактивні двигуни, що трапляються в менш розвинутих цивілізаціях, а в Культурі можуть бути хобі окремих культурян.
Двигуни викривленого простору можуть бути дуже малими, наприклад, згадується про те, що ними оснащені дрони-культуряни завбільшки з кулак. Існує також один вид тварин (чуй-гірсті, не наділений розумом), який має здатність переміщатися за допомогою викривлення простору. В романі «Згадай про Флеба» ідірани використовують його для військових перевезень, але далі ця тема не розвинута.

### Нанотехнологія
Культура має високий рівень нанотехнології, хоча детального опису в книгах нема. Багато з того, про що згадується, використовують Спеціальні обставини, але ніщо не вказує, що це винятково їхній привілей. Одне з потаємних використань нанотехнології — збір інформації. Культура із задоволенням демонструє, як описано в «Питанні», що «вона все знає». Крім широкої мережі союзників та культурян «за кордоном», Культура відслідковує важливі події за допомогою практично невидимих наноботів, що можуть записувати й передавати результати спостережень. Ця методика, як описується, особливо корисна для слідкування за небезпечними людьми, такими як колишні агенти Спеціальних обставин. За допомогою такої нанотехнології, Культура (та інші розвинені суспільства) можуть бачити практично все, що відбувається на конкретній планеті, в орбіталі чи іншому габітаті. Законність використання цих нанопристроїв підлягає різним угодам та договорам між зацікавленими сторонами.
Крім того, спеціальні наномашини (упорох від усе порох) виконують функції асасинів. Такі машини можуть мати будь-яку форму: рою комах чи подоби людей, і мають у своєму арсеналі дуже потужну зброю, здатну зносити цілі будинки.

### Штучний інтелект
Штучний інтелект (та до меншого ступеня ненаділені свідомістю простіші комп'ютери, що виробляють майже всі матеріальні блага) є стрижнем, на якому тримається технічний розвиток Культури. Вони не тільки найвизначніші вчені та інженери Культури — до їхніх функцій входить нагляд за величезними (але зазвичай схованими) виробничими потужностями суспільства та життєзабезпечення.
Культура має настільки розвинуті штучні інтелекти, що кожен Розум має потужності обробки інформації, що на порядки перевищують відповідні можливості людини. Вони можуть зберігати такі масиви даних, що якби їх записав на папері й склав у книжкові шафи, вони зайняли б тисячі хмарочосів (як це описує один із Розумів у романі «Згадай про Флеба»). Однак ці істоти поміщаються в об'ємі кількох десятків кубічних метрів, хоча значна частина операційних потужностей має конитинуальне продовження у гіперпросторі. Швидкість реакції та здатність одночасно виконувати велику кількість різних завдань на порядки перевищують відповідні показники біологічних розумних істот: збройні сутички між Культурою та іншими технологічними цивілізаціями часто тривають не більше мікросекунд, а стандартні Розуми орбіталей можуть підтримувати життєзабезпечення гігантських структур, одночасно розмовляючи з мільйонами мешканців та спостерігаючи за сусідніми районами космосу.
Водночас Культура має штучний інтелект дронів, що можуть поміститися на долоні та виготовляє надзвичайно потужні комп'ютери (без свідомості), вмонтовані в дрони завбільшки з комаху. Деякі пристрої, наприклад скафандри, можуть мати вбудований штучний інтелект. Вони є різновидом дронів і як будь-які інші штучні інтелекти в Культурі також вважаються культурянами, хоча, як описано в оповіданні Нащадок, можуть гаяти більшість часу між використаннями їхніх тіл, поза цими тілами, підтримуючи з ними віддалений зв'язок, або ж у віртуальній реальності.

### Інтерфейс між мозком і комп'ютером
Використовуючи «нейронне мереживо», форму зв'язку з комп'ютерами, імплантовану в мозок молодих культурян та здатну рости із віком, Культура має можливість прочитати й зберегти повну свідомість будь-якої істоти, біологічної чи штучної, і відновити записану копію після смерті індивіда. Нейронне мереживо також дозволяє безпровідне спілкування з Розумами та базами даних Це також означає можливість читання думок, але як описано в «Глянь проти вітру», робити таке без дозволу вважається табу.

## Житло
Значна частина культурян мешкає в орбіталях — гігантських штучних світах, в яких поміщаються мільярди людей. Інші подорожують галактикою у величезних космічних кораблях — Засобах пересування загального призначення (GSV), що дають притулок мільйонам людей. Майже ніхто з культурян не живе на планетах, хіба що тоді, коли відвідують інші цивілізації. Причиною цього частково є віра Культури в обмеженні власної експансії штучно збудованими габітатами на противагу колонізації чи підкоренню нових планет. Ресурси всесвіту дозволяють перманентну експансію (принаймні за умов виключення експоненційного росту), і це звільняє культурян від необхідності конкурувати за житло. 
Культура та інші цивілізації всесвіту Бенка, використовують наступні, часто штучно споруджені, габітати:

### Аеросфери
Аеросфери — це гігантські (завбільшки з коричневого карлика) бульбашки атмосфери в силовому полі. Їх, можливо, збудувала одна з розвинених рас принаймні півтора мільярдів років тому. Гравітація в аеросфері мінімальна. Освітлення для них забезпечується орбітальним планетоїдом, що дає потужні промені світла.
Культуряни живуть в аеросферах зрідка, як відвідувачі, зазвичай із метою вивчення складних екосистем та панівних життєвих форм: дирижаблевидних бегемотаврів та гігантських лінзоподібних, які можна описати як загадкові древні форми розумних істот, що виглядають наче продукт схрещення повітряних куль із китами. Аеросфери повільно мігрують в галактиці — один оберт займає від 50 до 100 млн років. У романах ніхто не знає, хто і навіщо створив аеросфери, але вважається, що це була цивілізація, яка давно сублімувала, хоча зберегла якусь подобу зв'язку з бегемотозаврами та лінзоподібними. Відвідувачам аеросфер заборонено використовувати технологію силових полів, хоча пояснення цієї заборони нема.
Аеросфери нагадують орбітальні кільця з атмосферою, які описав Ларрі Нівен в «Інтегральних деревах», але мають сферичну, а не тороїдну форму, потребують силових полів для збереження цілісності й є штучними, а не виникли природно.

### Орбіталі
Один із основних типів космічних поселень в Культурі, орбіталь, є кільцева структура, що обертається навколо зірки так, я оберталася б планета. 
На відміну від Світу-Кільця і сфери Дайсона, орбіталь не оточує зірку з усіх сторін — вона для цього замала. Як і світ-кільце орбіталь обертається, створюючи на внутрішній поверхні тяжіння. Орбіталі Культури виконують повний оборот за 24 години й мають гравітацію приблизно таку ж як на Землі, тобто діаметр становить 3 млн км, що забезпечує мешканцям орбіталі чередування днів та ночей. Про орбіталі в Культурному циклі написано багато.

### Планети
Хоча багато інших цивілізацій у Культурному світі живуть на планетах, Культура з планетним життям зв'язана слабо. Бенкс писав, що на його думку такий логічний наслідок колонізації космосу. Крім того так забезпечується ліберальна природа Культури. У книгах згадуються кілька світів, що були колискою засновників Культури, а також кілька сотень світів, придатних до життя людей, що були колонізовані (деякі тераформовані) до того, як Культура обрала життя в габітатах і вирішила залишити дикими відомі їй планети. Після цього тераформування стало вважатися в Культурі бридким, проблематичним з огляду на екологію, можливо навіть аморальним. На планетах мешкає менше одного відсотка культурян, багато з яких навіть думку про це вважає чудернацькою.
Ставлення до планет, утім, не завжди шанобливе; в книзі «Згадай про Флеба» деякі Розуми пропонували провести випробовування нової технології на зайвій планеті (у разі невдачі вибух антиречовини міг знищити планету). Мабуть, зважаючи на звичну етику Розумів, малася на увазі планета, на якій нема життя. Можливо також, що ця пропозиція була не цілком серйозною.

### Кільця
Мегаструктури на зразок Світу-Кільця у Культурному всесвіті існують, проте називаються просто Кільця (з великої літери). Ці габітати не описані детально, але згадується, що одне з них було знищено (разом із трьома Сферами) в Ідіранській війні. У романі «Питання», люди з Мортанвелду мають кільцеподібні структури, виготовлені з труб різного розміру. Ці структури оперезують зірку, так як Світ-Кільце Ларрі Нівена й мають приблизно такі ж розміри.

### Непланетарні тіла
Непланетарні тіла на зразок астероїдів для проживання людей випорожнюються зсередини. Гравітація в них підтримується завдяки обертанню. У книгах вони описуються як по суті окрема форма кораблів (крім тих, що використовуються для секретних місій) завдяки встановленим на них надсвітловим двигунам. Як і в орбіталях, адміністрування в них здійснюють Розуми.
Непланетарні тіла не відіграють особливої ролі в романах Культурного циклу, хоча їхнє використання як бази для військових кораблів («Милість») та як габітатів («Фагова скеля», одна із громад-засновників Культури) є ключовим елементом сюжету «Ексцесії».

### Світи-оболонки
Світи-оболонки описані в романі Питання. Вони складаються з численних шарів концентричних чотиривимірних сфер, що підтримуються незчисленною кількістю внутрішніх веж. Чотиривимірна будова цих штучних споруд робить використання деяких технологій Культури небезпечним або неефективним, зокрема сюди належить доступ до гіперпростору. Мільйони років тому було збудовано приблизно 4000 таких споруд з метою встановлення гігантських машин, які повинні були охопити всю Галактику силовим полем. Навіщо — не зрозуміло. На час подій роману Питання залишилося менше половини цих світів — багато з них знищив вид істот, відомий під назвою ілн. Їх уже давно нема у всесвіті Культури. Немає також й цивілізації, яка ці світи побудувала. Їх називали Вейл або Інволукра. Як наслідок багато зі світів-оболонок заселили численні інші види. Часто на різних рівнях мешкають різні істоти. Багато зі світів-оболонок усе ще зберігають смертельно небезпечні захисні механізми. Через небезпеку для мешканців ці світи іноді називають світами-бойнями.

### Кораблі
Кораблі Культури — розумні особи. Вони часто мають велетенські розміри й управляються одним або кількома Розумами. Кораблі можна вважати тілами Розумів, хоча ті теж можуть створювати аватари. Деякі кораблі (наприклад, кораблі класу GSV) мають довжину порад десятки, а іноді й сотні кілометрів. Вони можуть вміщати мільйони й навіть мільярди постійних мешканців. Поряд із орбіталями вони є основними габітатами Культури. Великі кораблі можуть на певний час давати притулок меншим кораблям та їхнім мешканцям або ж виробляти такі кораблі.
У «Використанні зброї», Закалве акліматизував себе до Культури, днями блукаючи населеними рівнями корабля (корабель GSV «Розмір не все» описано як 80 км завдовжки), харчуючись та ночуючи в багатьох місцях й спілкуючись із дружніми мешканцями.

### Сфери
В Культурному всесвіті існують також сфери Дайсона, але про них згадується мимохідь. Їх називають просто Сферами. Повідомляється, що три Сфери було знищено в ідіранській війні.
У «Питанні» світ-гніздо мортанвелдів Сянг-ун є сферою, що складається зі складної рекурсивної структури прозорих трубок, вкладених в інші трубки, які тех владено в інші трубки. Разом вони обертаються навколо дрібної зорі. Світ-гніздо, як стверджується, містить 40 трильйонів мортанвелдів — більше розумних істот ніж у всій Культурі та дружніх їй світах. Є згадки про інші світи-гнізда, але жоден з них не настільки великий.

## Відносини з іншими цивілізаціями
Оскільки культуряни живуть здебільшого на величезних космічних кораблях та інших штучних габітатах і не відчувають потреби в завоюванні у звичному сенсі цього слова, Культура не має границь. Сферу її впливу визначає поточне розташування кораблів та орбіталей, а також той вплив, який її приклад та інтервенції уже мали на місцеве населення сектора Галактики. Крім того, Культура дуже різноманітна й постійно розвивається, а тому її соціальні границі теж постійно змінюються (із загальною тенденцією до розширення). Вона мирно поглинає інші суспільства й приєднує до себе окремих людей. 
Культура — найрозвинутіша й наймогутніша з галактичних цивілізацій, але вона тільки одна з тих високотехнологічних цивілізацій, що опікуються іншими та навчають їх. В Культурному всесвіті є й інші цивілізації, що вирішили не сублімувати, а продовжувати нести цивілізаторську місію, Менш розвинуті цивілізації називають їх оптимами. 
Задіяне суспільство — високо розвинута група, що досягла великого ступеня галактичної задіяності в справах інших культур та суспільств. Таких Задіяних у Культурному всесвіті є декілька десятків, а ще є сотні й тисячі розвинутих (міжзоряних), але недостатньо впливових суспільств та культур. Є ще кілька добре розвинутих суспільств, відомих як «галактично зрілі», які втім не беруть активної участі в справах галактики як цілого. Зображена в романах Культура може вважатися першим із Задіяних суспільств, або принаймні найдинамічнішим та найенергійнішим, особливо з огляду на те, що Культура сама є дедалі більшим сплавом Задіяних суспільств. Противагою Задіяним є Сублімовані — групи, що досягли великого рівня технічного розвитку та галактичного впливу, але потім покинули фізичну реальність і перестали проявляти інтерес до галактичної цивілізації. Іншою відмінною групою є ті, яких деякі культуряни називають варварами — суспільства розумних істот, яким бракує технічних можливостей для серйозної участі у справах своїх міжзоряних сусідів. Є також старші цивілізації, які досягли потрібного технологічного рівня для сублімації, але вирішили не робити цього, проте відійшли від справ великої галактичної мета-цивілізації.
Задіяним протистоять гегемонні рої (цей термін Бенкс використовує в кількох романах Культурного циклу. Існування цих істот має метою перетворення усього доступного в Галактиці у свою подобу. Ці істоти зазвичай технологічні за природою, нагадують складнішу форму сірого слизу, але сам термін може стосуватися також культур, що зациклилися на масовому завоюванні, підкоренні та колонізації. Як Культура, так і автор у своїх Замітках про Культуру, вважають таку поведінку донкіхотською та смішною. Найчастіше суспільства, що потрапляють у категорію гегемонних роїв, складаються з істот, що увійшли в галактичну спільноту недавно і мають дуже експансіоністські та експлуататорські цілі. Термін гегемонний рій вважається в Культурі та серед інших Задіяних принизливим, вживаючи його демонструють зневагу до їхньої політики щодо інших суспільств так наче вони бездумна технологічна маса, здатна до розмноження. Моральна дилема, що постає перед Культурою стосовно втручання у справи інших полягає в конфлікті між бажанням допомогти іншим та небажанням бути подібним на такий рій.

### Зовнішня політика
Хоча життя культурян комфортабельне, чимало з них відчуває потребу бути корисним і належати до суспільства, що не тільки існує заради них, але також допомагає жити краще багатьом іншим расам Галактики. Для цього Культура проводить «доброчинну роботу», відкрито й таємно втручаючись у розвиток інших цивілізацій з метою поступово вести їх шляхами, що були б менш шкідливими для них самих. В такій доброчинній роботі громадяни бачать «моральне виправдання існування». 
У Культурі існує група, відома під назвою Контакт, що відповідає за стосунки (дипломатичні та інші) з іншими цивілізаціями. Утім культурянам, що не входять до Контакту ніхто не перешкоджає подорожувати й спілкуватися за межами Культури. Підрозділ Контакту, який називають Спеціальні обставини, виконує роботу, що вимагає скритності,оскільки втручання Культури у внутрішні справи інших цивілізації не завжди до вподоби їхнім представникам, а тому виникає потреба в делікатному підході. Спеціальні обставини є шпигунсько-диверсійною організацією Культури. Сюжетна канва більшості із творів Культурного циклу обертається навколо діяльності цього підрозділу. Це створює інтригу, якої бракувало б у простому описі утопічного суспільства.
У романі «Питання» розповідається, що існує декілька галактичних цивілізацій, які близько підійшли або навіть обійшли Культуру в технологічному розвитку та могутності. Культура будує свої стосунки з цими цивілізаціями дуже обережно, все ж намагаючись схилити їх до своїх ідеалів, що було б складніше у разі відвертого втручання в їхні справи.
У романі «Поверхнева подробиця» описано три інші підрозділи Контакту: Квієтус або Квієтидна служба, що займається істотами, які полишили біологічне існування і прийняли цифрову форму та (або) тими, хто помер і був воскрешений; Нуміна, якій доручено контакти з видами, що перейшли в сублімовану форму; та Ресторія, зосереджена на знешкодженні загрози з боку роїв істот, здатних до невпинного саморозмноження.

### Культура у війні
Зазвичай Культура пацифістська, однак Контакт історично виконує роль її військового крила, а Спеціальні обставини можна розглядати як її шпигунську службу. Коли спалахує війна, більшість стратегічних і тактичних рішень приймають Розуми, за винятком жменьки особливо обдарованих людей, «радників» (однак такі люди є тільки в романі «Згадай про Флеба»). У тому ж романі Згадай про Флеба, розповідається, що рішення вступити у війну (а не просто обмежитися оборонними діями) приймається загальним голосуванням культурян, мабуть після бурхливих дискусій у суспільстві.
У романах розповідається, що Культура вступає у війну надзвичайно неохоче, хоча вона й готується до війни набагато раніше, ніж починаються військові дії. В ідіранській війні (мабуть найважчій з огляду на надзвичайну військову міць Культури) багато зоряних систем та регіонів, велика кількість габітатів потрапили в руки ідіран, перш ніж Культура перепрофілювала достатньо сил для військових дій. Розуми Культури зуміли передбачити хід подій і вчасно евакуювали майже всіх культурян, яких зачепила війна, перш ніж супротивник до них добрався. Як показано в Гравці ігор це стандартна культурна тактика — основне захистити культурян, а не приносити їх у жертву заради досягнення короткочасних цілей. 
Самі військові дії — майже цілком царина розумних кораблів Культури, серед яких наймогутніші перероблені для війни GSV. Розповідається, що один такий корабель може протистояти ворожому флоту. Звичних наземних військових сил Культура майже не використовує, бо нечасто окупує території. У «Насліднику» описано бойових дронів із ножами-снарядами, в «Глянь проти вітру» розповідається про зброю терору (розумні наномашини-вбивці), а в романі «Питання» використовуються бойові скафандри піхоти, які за відсутності людини всередині діють як бойові дрони.

## Ставлення до реального світу

### Утопія
Культуру часто порівнюють з західними демократіями XX та XXI століть, особливо стосовно втручання в справи менш розвинутих суспільств. Часто це суперечить можливому задуму автора. Зовнішня політика Культури нагадує ідеалізм неоконсерваторів та їхньої політики нав'язування іншим власних культурних цінностей. 
Інші відзначають, що Культура має більше морального права ніж протодемократії Заходу. Втручання Культури можуть здатися на перший погляд аналогічними, особливо з огляду на риторику демократизації, проте Культура діє без будь-якого матеріального інтересу, а тому без можливих ницих мотивів. При цьому мотиви Культури не зовсім альтруїстичні, оскільки хороші сусіди без етнічного, релігійного чи статевого шовінізму відповідають інтересам самої Культури. Крім того, ідеали Культури, що нагадують ліберальні прагнення сьогодення до значно більшого ступеня реалізовані в самій Культурі.

### Критика
Деякі методи Спеціальних обставин вважалися б брудними навіть у контексті західної демократії. Прикладом може бути використання найманців для роботи, яку самі культуряни не бажають виконувати, щоб не забруднити рук, а також загрози прямої інтервенції (Культура ставила ультиматуми іншим цивілізаціям). Деякі коментатори зазначали, що агенти Спеціальних обставин, що виконували завдання цивілізування інших культур (так роблячи їх культурнішими), самі ж часто жалкували. Паралель тут проводиться з реальними спеціальними підрозділами, тренованими діяти в певних культурних реаліях закордоном.
Події у «Використанні зброї» є прикладом того, наскільки брудно можуть грати Спеціальні обставини, щоб добитися свого, а змова, що утворює сюжетну канву «Ексцесії» демонструє, що принаймні деякі Розуми готові ризикувати життям живих істот, якщо вважають, що це послужить для загального добра. 
Утім Спеціальні обставини є лише невеличкою частиною Контакту, а сам Контакт — лише невеличкою частиною Культури, тобто займають місце порівняне з реальними розвідувальними службами.

## Розглянуті проблеми
Книги Культурного циклу присвячені значною мірою проблемам та парадоксам, що постають перед ліберальними суспільствами. Культура — типово-ідеальне ліберальне суспільство, найчистіший приклад, який собі можна уявити. Воно до значного ступеня егалітарне, свобода індивідуума — найвища цінність, усі дії та рішення приймаються відповідно до стандарту розумності та соціальності, прищепленої людям прогресивною системою освіти. Це суспільство настільки відійшло від рівня матеріальної нестачі, що у практично усіх аспектах культуряни можуть мати все, що забажають, і робити все що їм заманеться. Якщо їм не подобається поведінка й думки інших, вони можуть переселитися туди, де живуть ближчі за духом люди, а тому нема потреби нав'язувати будь-який кодекс поведінки.
Навіть Культурі доводиться йти на компроміси щодо своїх ідеалів у дипломатичних справах, у разі коли мова йде про власну безпеку. Контакт, підрозділ, що займається такими проблемами та Спеціальні обставини, його секретний підрозділ, можуть використовувати лише тих, хто має відповідний талант та емоційну стабільність, і може викинути зі свої лав спеціально збудованого дрона, що не відповідає вимогам. Ці підрозділи вважаються елітою Культури, а членство в них — винагородою, однак водночас, як описано в багатьох книгах, це вважається і ганьбою, оскільки суперечить етичним принципам. 
Усередині Контакту та Спеціальних обставин є внутрішні кола, що можуть у кризових ситуаціях взяти справу в свої руки, що дещо не стикується з ідеалами демократичного й відкритого процесу, які начебто сповідує Культура. Контакт та Спеціальні обставини можуть приховати або притримати інформацію, щоб, наприклад, уникнути громадського тиску щодо рішень, які вони вважають нерозумними, або ж щоб не допустити використання іншими цивілізаціями певної ситуації собі на користь. 
У справах, що стосуються менш могутніх цивілізацій, Культура здебільшого діє нишком, наприклад, підтримуючи чи захищаючи ліберальні елементи, або ж протидіючи неліберальним установам. У «Використанні зброї» Культура діє в слабше розвинутому неліберальному суспільстві через контроль над промисловим картелем, що відомий своїми гуманітарними й соціальними інвестиціями та благочинними справами. У «Ексцесії» групка Розумів утворює змову, щоб спровокувати війну в надзвичайно садистській цивілізації, але цю змову зірвав корабель, який був таємним агентом Спеціальних обставин, Тільки один роман («Згадай про Флеба») описує зіткнення Культури з дуже неліберальним суспільством однакової могутроності — агресивними теократичними ідіранами. Хоча вони не є безпосередньою загрозою Культурі, Культура оголошує війну, бо, дозволивши безжалісній цивілізації розширятися, вона відчувала б себе безвідповідальною і непотрібною. Рішення Культури ґрунтувалося на цінностях, а не на утилітарному розрахунку, і як наслідок Фракція миру відкололася. Згодом Культура досягла технологічного рівня, при якому більшість цивілізацій у минулому сублімували, відійшли від справ Галактики й облишили фізичне спілкування з іншими цивілізаціями. Культура продовжує вести себе «як сповнений ідеалів підліток». 
У деяких творах Культура стикається з могутнішими за себе. В одному інциденті ідіранської війни Культура старається не образити цивілізацію настільки розвинуту, що вона самоусунулася від галактичної політики. Ця цивілізація не була загрозою ні добробуту ні цінностям Культури. В «Ексцесії» надмогутній індивід із дуже розвинутої цивілізації просто проходить з одної фізичної реальності в іншу, і жодного спілкування не виникає. Ще в одному випадку група розвідників досліджує цивілізацію, що не є загрозою, але про яку відомо, що вона знищувала агресорів у минулому.

## Виноски
1. ↑  Бенкс, Ієн М. (10 серпня 1994). A Few Notes on the Culture. Архів оригіналу за 2 жовтня 2017. Процитовано 19 вересня 2017. Originally posted on rec.arts.sf newsgroup.
2. 1 2 3 4  Brown, C. (2001). 'Special Circumstances': Intervention by a Liberal Utopia. Millennium – Journal of International Studies. 30 (3): 625—626. doi:10.1177/03058298010300031601.
3. 1 2  Бенкс, Ієн М. A few Notes on Marain. Архів оригіналу за 29 жовтня 2013. Процитовано 15 серпня 2013.
4. ↑  The Player of Games
5. ↑  Бенкс, Ієн М. (10 серпня 1994). A Few Notes on the Culture. Архів оригіналу за 2 жовтня 2017. Процитовано 19 вересня 2017. Originally posted on rec.arts.sf newsgroup.
6. ↑  Ексцесія
7. ↑  Глянь проти вітру
8. ↑  Ексцесія, стр. 396
9. ↑  Глянь проти вітру, стр. 224
10. ↑  Newitz, Annalee (27 березня 2017). Elon Musk is setting up a company that will link brains and computers. Ars Technica (амер.). Архів оригіналу за 19 травня 2017. Процитовано 24 вересня 2017.
11. ↑  Cross, Tim (31 березня 2017). The novelist who inspired Elon Musk. 1843 Magazine. Архів оригіналу за 21 травня 2017. Процитовано 24 вересня 2017.
12. ↑  Banks, Iain M (2009). Matter.
13. ↑  Архівована копія. Архів оригіналу за 22 липня 2013. Процитовано 7 жовтня 2017.{{cite web}}:  Обслуговування CS1: Сторінки з текстом «archived copy» як значення параметру title (посилання)
14. 1 2 3 4 5  Jackson, P.T.; Heilman, J. (2008). Outside Context Problems: Liberalism and the Other in the Work of Iain M.Banks. У Hassler, D.M.; Wilcox, C. (ред.). New Boundaries in Political Science Fiction. University of South Carolina Press. с. 235—258. ISBN 978-1-57003-736-8. Архів оригіналу за 25 січня 2017. Процитовано 9 грудня 2008.
15. ↑  Згадай про Флеба